# امیر جلال‌الدین چقماق شامی
امیر جلال‌الدین چقماق  یکی از حاکمان یزد از امیران و سرداران شاهرخ تیموری و منسوب به شام غازان، یکی از محلات تبریز بود.  در سال ۸۳۶ هجری قمری شاهرخ او را به حکومت یزد منصوب نمود. امیرچقماق در مواقع حساس جنگی از یزد به لشکر شاهرخ می‌شتافت و روابط نزدیک و بسیار مستحکمی با او داشت. او با الگو گرفتن از بارگاه پادشاهی شاهرخ و با همراهی همسرش فاطمه خاتون به عمران و آبادانی شهر یزد پرداخت.

## سازندگی
از خدمات عمرانی او برای شهر یزد می‌توان به ساخت مسجد جامع نو (مسجد دهوک) که ساخت آن حدود ۱۵ سال پیش از حاکمیت امیر به شهر یزد در دومین سفرش به این شهر آغاز شده بود در سال ۸۴۱ قمری و مجموعه‌ای در مجاور آن شامل دو آب‌انبار و یک تکیه که در آن زمان خارج شهر یزد و در محله دهوک سفلی واقع بود اشاره کرد که امروزه در مرکز شهر یزد قرار دارد و به مجموعه میدان امیرچقماق مشهور است. از دیگر خدمات او احیای آب محله دهوک با حفر چاه در نزدیکی مسجد جامع نو، ساخت گرمابه در مقابل مسجد جامع کبیر یزد و کاشیکاری ستون‌های آن و ساخت منبر آجری مزین به نقش‌های اسلامی در آن مسجد و احیای باغ حکمرانان یزد مشهور به لارستان که در زمان شاه یحیی مظفری ساخته‌شده بود، می‌باشد.